# 1970 w polityce

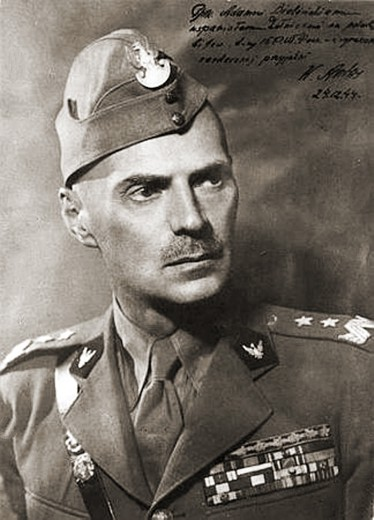
Władysław Anders

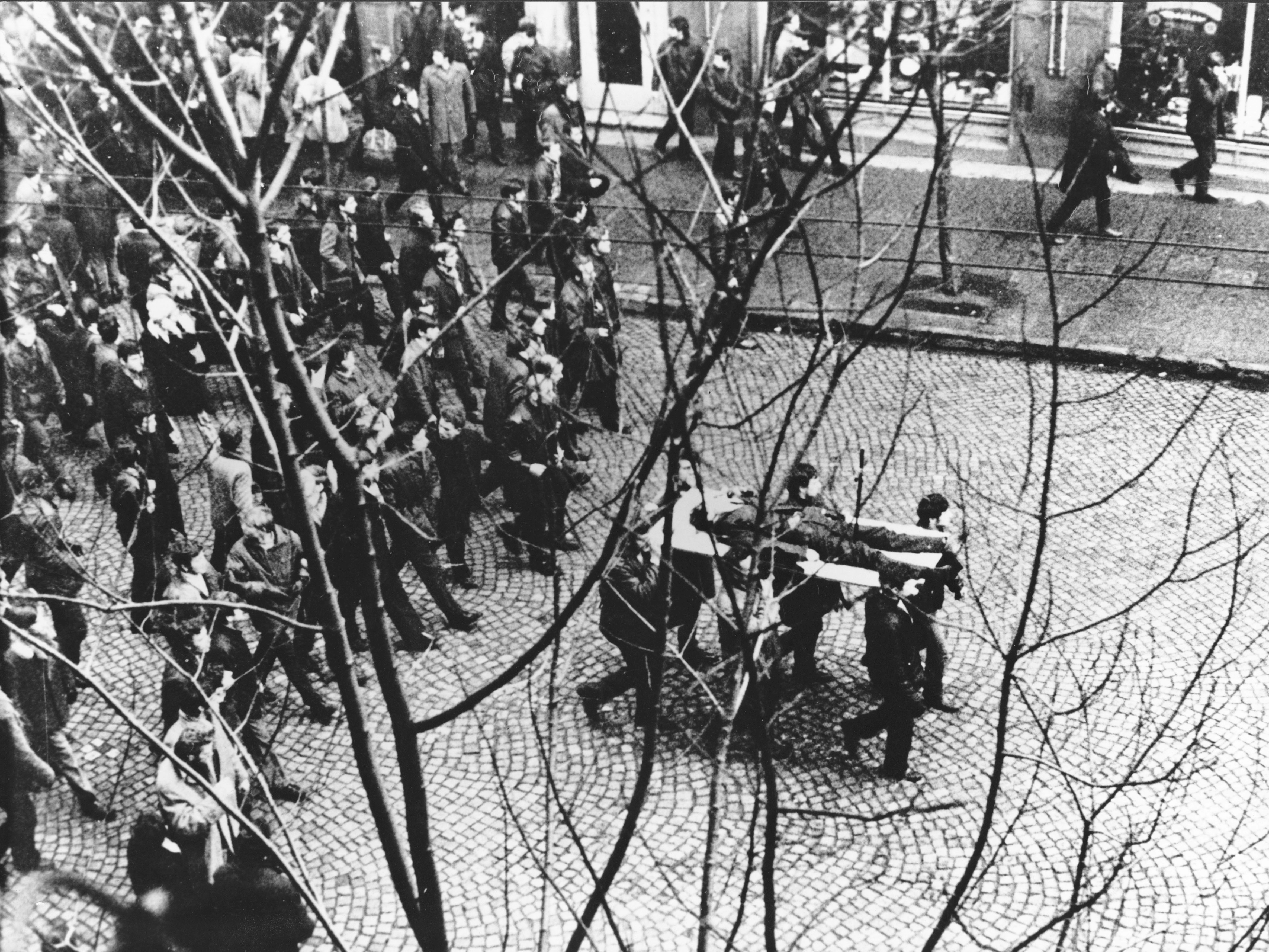
Demonstracje Grudnia 1970 w Gdyni: demonstranci niosą ciało Zbyszka Godlewskiego

Wydarzenia polityczne w 1970 roku.

## Styczeń
- 16 stycznia – pułkownik Mu’ammar al-Kaddafi stanął na czele libijskiego rządu[1].

## Marzec
- 9 marca – zmarł José Manuel Cortina, kubański polityk[2].

## Maj
- 12 maja – zmarł generał Władysław Anders, Naczelny Wódz Polskich Sił Zbrojnych i następca prezydenta RP[3].

## Lipiec
- 4 lipca – zmarł Juliusz Kleeberg, generał, uczestnik kampanii wrześniowej[4].

## Sierpień
- 18 sierpnia – urodził się Zbigniew Ziobro, minister sprawiedliwości[5].

## Wrzesień
- 4 września – wybory prezydenckie w Chile wygrał Salvador Allende, kandydat ugrupowań marksistowskich skupionych w koalicji o nazwie Jedność Ludowa[1].

## Październik
- 10 października – zmarł Adam Rapacki, ekonomista i polityk, dyplomata, minister spraw zagranicznych w rządzie Józefa Cyrankiewicza[6].
- 15 października – nowym prezydentem Egiptu został wicepremier Anwar as-Sadat[1].

## Grudzień
- 7 grudnia – kanclerz Niemiec Willy Brandt i premier Polski Ludowej Józef Cyrankiewicz oraz ministrowie spraw zagranicznych obu państw podpisali Układ między PRL a RFN o podstawach normalizacji ich wzajemnych stosunków[1].
- 10 grudnia – Pokojową Nagrodę Nobla otrzymał Norman Borlaug[1].
- 14–22 grudnia – wydarzenia grudniowe na Pomorzu.
- 17 grudnia – w Gdyni doszło do masakry robotników, którzy protestowali przeciwko podwyżkom cen na podstawowe artykuły spożywcze[1].
- 18 grudnia – większość zakładów Wybrzeża podjęła strajk[1].
- 20 grudnia – I sekretarz KC Polskiej Zjednoczonej Partii Robotniczej Władysław Gomułka zrezygnował ze stanowiska (oficjalnie z powodu złego stanu zdrowia). Jego następcą został Edward Gierek[1].
- 23 grudnia – przewodniczący Rady Państwa PRL Marian Spychalski i premier Józef Cyrankiewicz zrezygnowali ze swoich stanowisk. Urząd premiera objął Piotr Jaroszewicz, a Cyrankiewicz został przewodniczącym Rady Państwa[1].